# Heinz Malitzky
Heinz Malitzky (* 24. September 1903 in Breslau; † 8. September 1995 in Ottobrunn) war ein deutscher Bundesrichter und Kommentator des Umsatzsteuerrechts.

## Leben
Nach dem Abitur 1922 am Maria-Magdalenen-Gymnasium war er Volontär bei der Commerzbank in Breslau. Er renoncierte am 23. Mai 1922 beim Corps Lusatia Breslau.  Am 30. November 1922 recipiert, studierte er Rechts- und Staatswissenschaft an der Universität Breslau. Er wurde zum Dr. iur. promoviert. Nach dem Assessorexamen im Januar 1931 war er bei verschiedenen Staatsanwaltschaften Schlesiens tätig. Im September 1933 wechselte er zur Finanzverwaltung in den höheren Dienst. Ab 1938 war er an verschiedenen Reichsfinanzschulen tätig, zuletzt als Schulleiter in Mölln. 1943 zur Militärverwaltung der Wehrmacht einberufen, wurde er in Russland und in Griechenland eingesetzt. 1945 geriet er in US-amerikanische Kriegsgefangenschaft. 1947 entlassen, kehrte er zur Finanzverwaltung zurück. Ab 1951 war er Leiter der Umsatzsteuergruppen der Oberfinanzdirektion Kiel und der Oberfinanzdirektion Münster. Am 8. Juni 1959 wurde er zum Bundesrichter am Bundesfinanzhof ernannt. Seit 1968 war er Mitherausgeber und Hauptautor des Standardkommentars von Plückebaum/Malitzky, Umsatzsteuergesetz. Bis zu seiner Pensionierung im Jahre 1971 war er Mitglied des V. Senats für Umsatzsteuerfragen. Bei seiner Verabschiedung wurde er mit dem Großen Bundesverdienstkreuz ausgezeichnet. Den Ruhestand verlebte er mit seiner Frau Lydia in Ottobrunn. Sie schrieb seine Manuskripte, an denen er bis zuletzt täglich mehrere Stunden arbeitete. Als ältester Breslauer Lausitzer starb er kurz vor seinem 92. Geburtstag. Wie die meisten Breslauer Lausitzer war er seit dem 6. November 1993 Mitglied des mit Lusatia Leipzig gebildeten gemeinsamen Corps.

## Nachrufe
- Lausitzer-Zeitung, Nachrichten des Corps Lusatia zu Leipzig 5/1995, S. 67.
- Der Corpsstudent, Zeitschrift des KSCV und des WSC 1/1996, S. 36.